# Lighthouse Tower
 (novembre 2012).
La Lighthouse Tower est un projet de tour à Dubaï aux Émirats arabes unis. Son architecte est Atkins. La construction a été suspendue en 2009.
Sa façade devait être recouverte de 4 000 panneaux photovoltaïques. 
Sa construction terminée, elle aurait dû mesurer 400 mètres de haut et ses panneaux auraient permis de compenser les besoins énergétiques de la tour au complet.